# Czesław Miłosz
Czesław Miłosz (født 30. juni 1911, død 14. august 2004) var en polsk digter og forfatter. Czesław Miłosz modtog Nobelprisen i litteratur i 1980, mens han boede i USA. De sidste år boede han i Kraków, Polen.
I 1944 afslog han at deltage i Warszawa-oprøret.
Som diplomat for det kommunistiske Polen brød han med regeringen i 1951 og søgte asyl i Frankrig. I 1953 modtog han den europæiske litteraturpris, Prix Littéraire Européen.
I 1961 blev han professor i slaviske sprog og litteratur ved University of California, Berkeley. 
Udover hans digte betragtes hans bog Sindet i lænker som et af de fineste beskrivelser af intellektuelles vilkår under totalitære samfundssystemer.
Han sagde også at han som digter ville undgå at røre ved Polens sår for at undgå at de blev hellige.
Han har skrevet et digt på en mindeplade for de dræbte skibsværftsarbejdere i Gdańsk.

## Værker
- Kompozycja (1930)
- Podróż (1930)
- Poemat o czasie zastygłym (1933)
- Trzy zimy (1936)
- Obrachunki
- Wiersze (1940)
- Pieśń niepodległa (1942)
- Ocalenie (1945)
- Traktat moralny (1947)
- Zniewolony umysł (1953) (Sindet i lænker)
- Zdobycie władzy (1953)
- Światło dzienne (1953)
- Dolina Issy
- Traktat poetycki (1957)
- Rodzinna Europa (1958)
- Kontynenty (1958)
- Człowiek wśród skorpionów (1961)
- Król Popiel i inne wiersze (1961)
- Gucio zaczarowany (1965)
- Widzenia nad Zatoką San Francisco (1969)
- Miasto bez imienia (1969)
- Prywatne obowiązki (1972)
- Gdzie słońce wschodzi i kędy zapada (1974)
- Ziemia Ulro (1977)
- Ogród nauk (1979)
- Hymn o perle (1982)
- Nieobjęta ziemia (1984)
- Kroniki (1987)
- Dalsze okolice (1991)
- Zaczynając od moich ulic (1985)
- Metafizyczna pauza (1989)
- Poszukiwanie ojczyzny (1991)
- Rok myśliwego (1991)
- Na brzegu rzeki (1994)
- Szukanie ojczyzny (1992)
- Legendy nowoczesności (1996)
- Życie na wyspach (1997)
- Piesek przydrożny (1997)
- Abecadło Miłosza (1997)
- Inne Abecadło (1998)
- Wyprawa w dwudziestolecie (1999)
- To (2000)
- Orfeusz i Eurydyka (2003)